# 近衛道経
近衛 道経（このえ みちつね、正字体：近󠄁衞 道󠄁經）は、鎌倉時代前期の公卿。正二位・右大臣。
摂政・関白・内大臣の近衛基通の次男。

## 官職歴
- 建久6年（1195年）- 12月30日 侍従
- 建久8年（1197年）- 12月15日 右近衛権少将
- 建久9年（1198年）- 1月30日 播磨権介、12月9日 左近衛権中将
- 正治元年（1199年）- 9月23日 権中納言
- 建仁元年（1201年）- 8月19日 権大納言
- 建永2年（1207年）- 2月10日 内大臣
- 承元2年（1208年）- 7月9日 右大臣（〜承元3年3月26日）

## 位階歴
- 建久6年（1195年）- 12月16日 従五位上
- 建久8年（1197年）- 12月15日 正五位下
- 建久10年（1199年）- 1月5日 従四位下、3月23日 従四位上、改元して正治元年6月23日 従三位
- 正治3年（1201年）- 3月6日 正三位
- 建仁元年（1201年）- 従二位
- 建仁2年（1202年）- 10月24日 正二位

## 系譜
- 父：近衛基通 (1160-1233)
- 母：平信子（平信範女）
  - 道経
  - 正室：武蔵守藤原以頼女
    - 男：近衛基輔 (1198-1245) - 従二位・左近衛中将[1]
      - 男：道俊 (1229-1309) - 法務大僧正、為祖父道経公子、延慶二年二月八日入滅、八十一

  - 委細不詳
    - 男：小河経村（鎌倉武士小河重清養子）